# Loxops coccineus
L'akepa di Hawaii, o più correttamente ‘akepa di Hawai‘i (Loxops coccineus (Gmelin, 1789)) è un uccello passeriforme della famiglia Fringillidae.

## Etimologia
Il nome scientifico della specie, coccineus, deriva dal colore rosso cupo del piumaggio dei maschi, che ricorda la tintura di cocciniglia: il nome comune di questi uccelli, invece in hawaiiano è sinonimo di agilità e deriva a sua volta dalla parola kepa, che significa "tagliare obliquamente" o "curvo su un lato", in riferimento alla caratteristica forma del becco.

## Descrizione

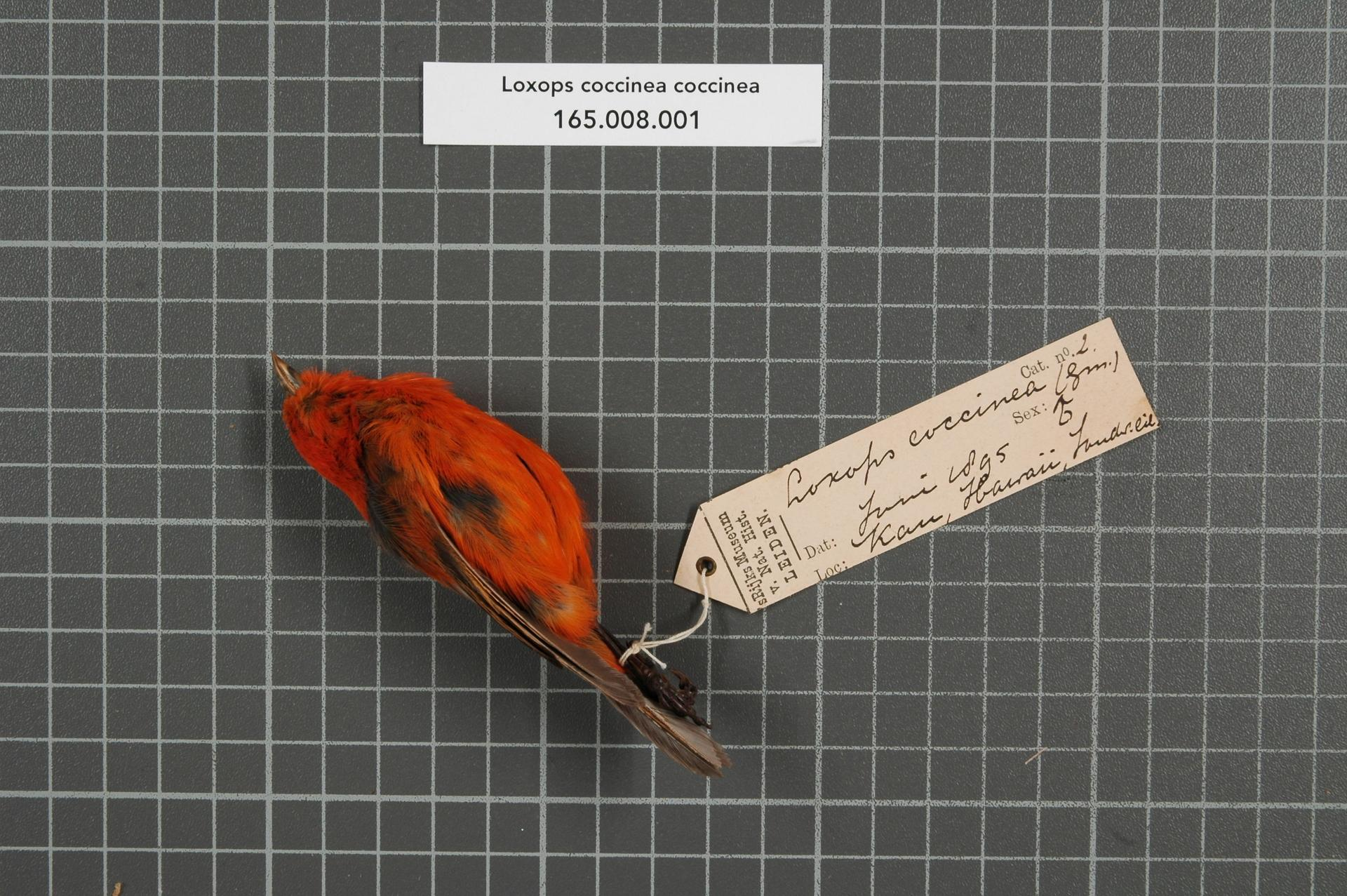
Maschio impagliato.
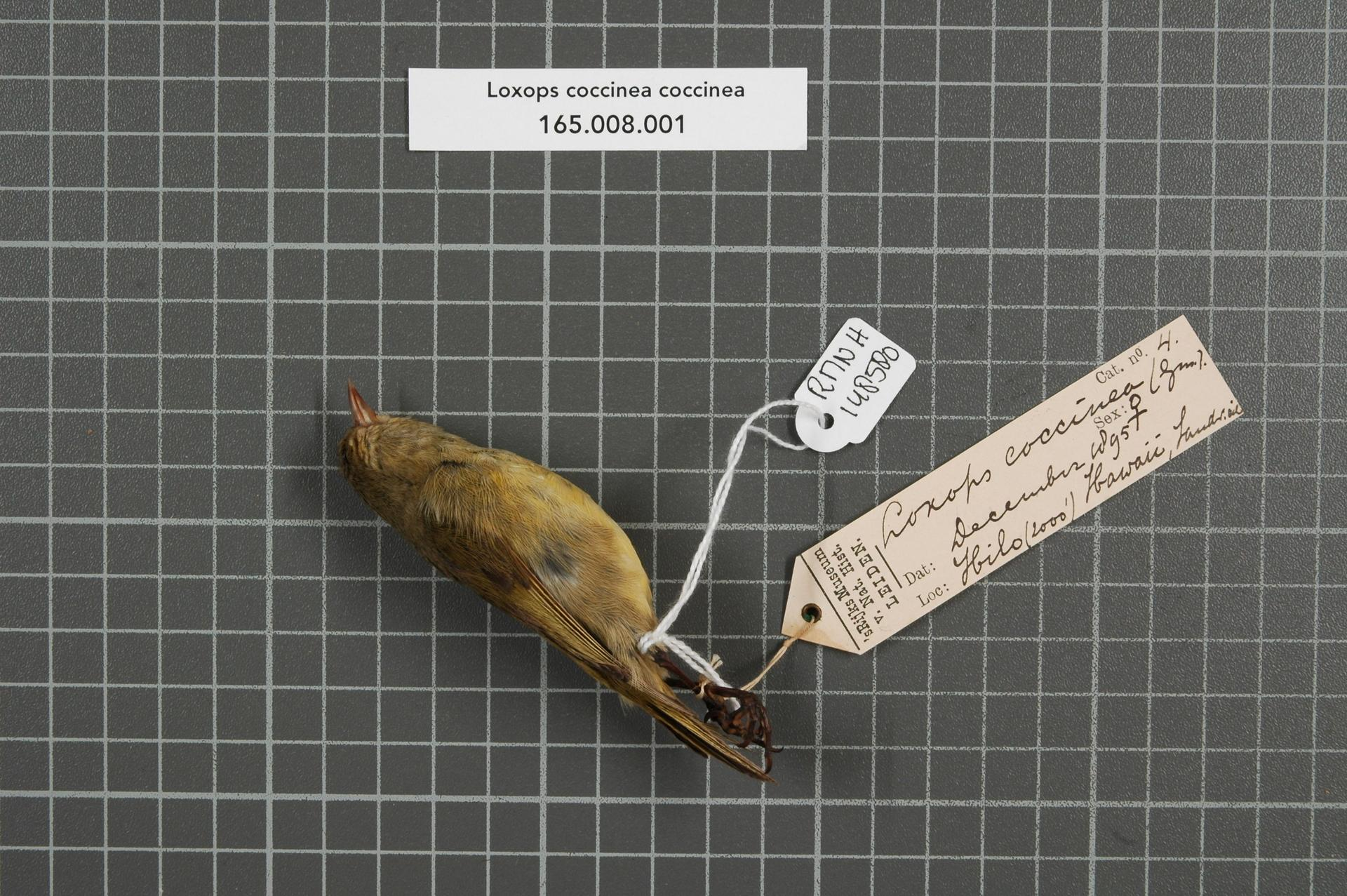
Femmina impagliata.

### Dimensioni

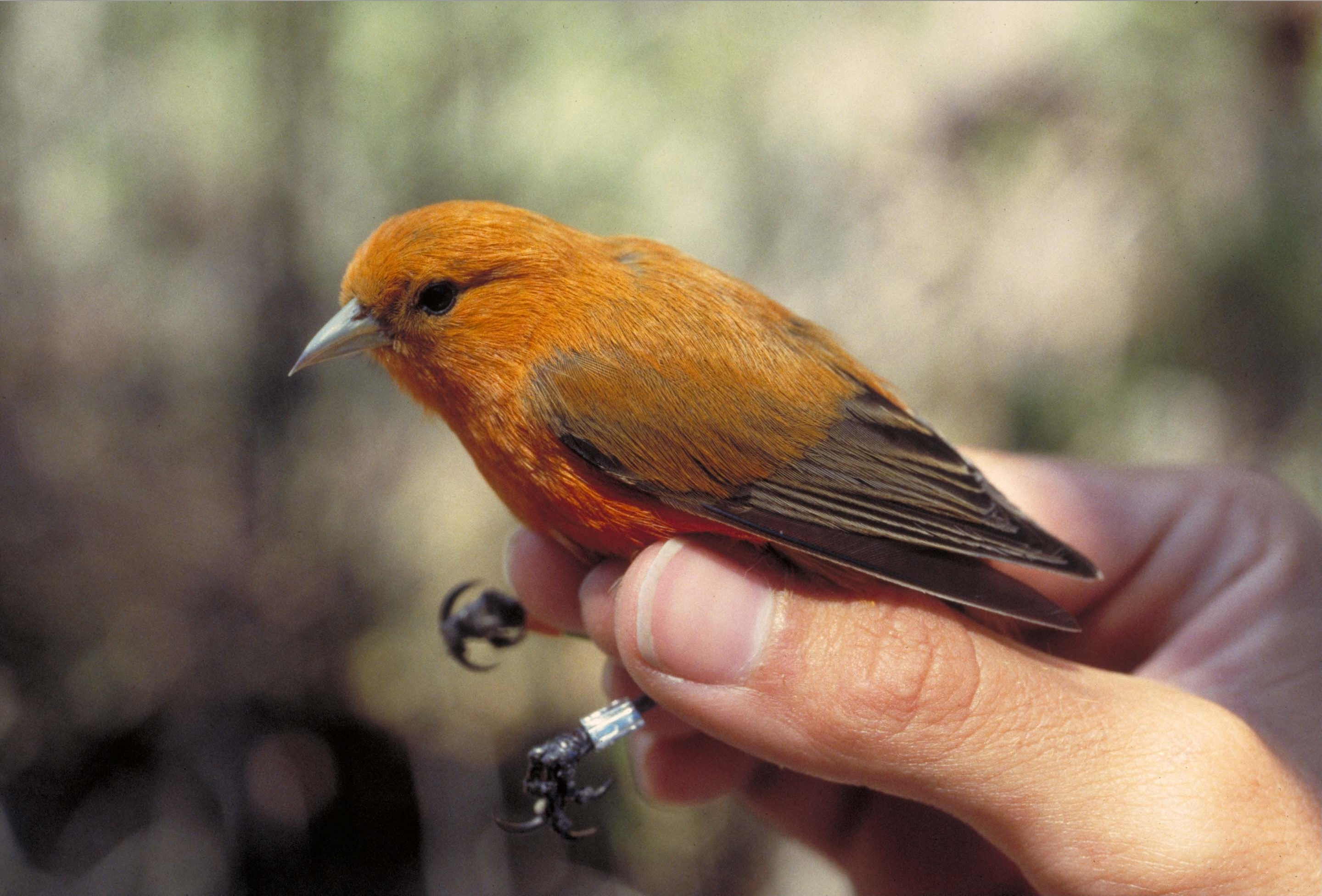
Maschio di cattura.

Misura circa 10 cm di lunghezza, per un peso di 9-13 g.

### Aspetto
L'aspetto è quello tipico dei fringillidi, massiccio, con testa squadrata e becco conico e dalle punte leggermente incrociate, in maniera simile a quanto osservabile fra i crocieri: nel caso dell'akepa di Hawaii, è la mascella ad essere incurvata verso sinistra.

Il piumaggio presenta forte dimorfismo sessuale: mentre le femmine presentano zone dorsali grigio-verdastre e testa e area ventrale giallina, i maschi tendono invece ad essere di colore rosso-arancio (da cui il nome scientifico della specie) su tutto il corpo meno che su ali e coda, che sono invece di colore bruno-nerastro. In ambedue i sessi il becco è giallino, gli occhi sono di colore bruno scuro e le zampe sono nerastre.

## Biologia

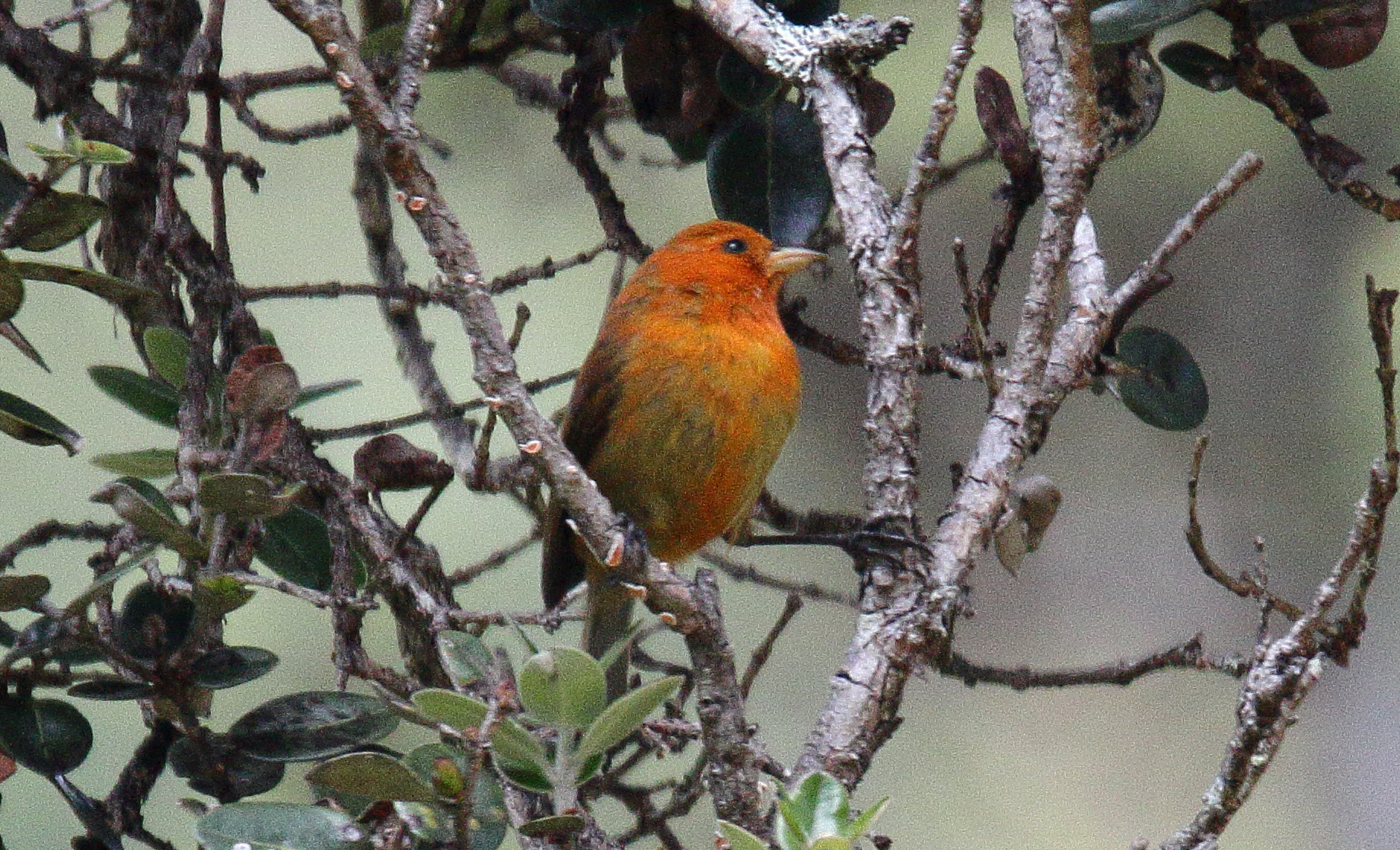
Maschio in natura.

Si tratta di uccelli dalle abitudini essenzialmente diurne, che passano la giornata muovendosi in coppie o in gruppetti solitamente a composizione familiare, ma all'infuori del periodo riproduttivo comprendenti anche membri di più nuclei riproduttivi o anche individui solitari, talvolta anche mescolandosi con altre specie (il congenere rampichino di Hawaii, gli amakihi del genere Hemignathus, l'akiapoolau): a ridosso del periodo di cova, invece, le coppie si isolano e i maschi possono mostrare aggressività intraspecifica fra loro. Gli akepa di Hawaii sono perlopiù stanziali e generalmente non si stabiliscono a più di 250 m dal proprio nido natale (distanze che possono essere più ampie nel caso di appartenenza a stormi formati da più specie), tuttavia i giovani o gli adulti alla ricerca della prole possono spostarsi anche di 5 km dalla propria zona di residenza.

### Alimentazione
L'akepa di Hawaii è un uccellino dalla dieta in massima parte insettivora, che si serve del caratteristico becco lievemente incrociato per sondare e aprire i boccioli dei fiori alla ricerca delle proprie prede, rappresentate perlopiù da bruchi, psille e ragni: la dieta di questi uccelli potrebbe essere costituita anche da nettare, come intuibile dalla conformazione della lingua (che presenta punta setolosa), tuttavia non esistono osservazioni in merito e la percentuale di questo alimento nella loro dieta è ancora ignota.

### Riproduzione
Si tratta di uccelli monogami, il cui periodo riproduttivo si estende da marzo a giugno.

Le coppie si formano in luglio-agosto, subito dopo il periodo degli amori: per attirare le femmine, i maschi volano fino a 100 m di quota e ingaggiano dei combattimenti rituali in volo, inseguendosi in cerchio, scacciandosi l'un l'altro o indirizzandosi fra loro dei trilli di minaccia.
Una volta formatesi, le coppie durano per tutta la vita, sebbene alla morte di uno dei componenti l'altro tenda a cercarsi un nuovo partner nella maggior parte dei casi. La costruzione del nido è a carico della sola femmina, che spesso si serve di materiale sottratto da altri nidi per costruire il proprio: esso viene ubicato all'interno della cavità del tronco di un vecchio albero (il che rende l'akepa di Hawaii l'unica specie originaria dell'arcipelago a nidificare in tali siti) e viene rimaneggiato e riutilizzato nel corso degli anni.

All'interno del nido, la femmina depone 2-3 uova, che essa stessa (talvolta nutrita dal maschio) provvede a covare per 14-16 giorni: i pulli, ciechi ed implumi alla schiusa, vengono accuditi da ambedue i genitori, col maschio che non li nutre direttamente per la prima settimana di vita ma porge il nutrimento alla sola femmina. Essi sviluppano le piume a otto giorni di vita e sono in grado d'involarsi attorno ai due mesi e mezzo dalla schiusa: tuttavia, essi tendono a rimanere coi genitori fino alla successiva stagione riproduttiva e anche oltre.
Le femmine sono in grado di riprodursi attorno ai 2-3 anni di vita, mentre i maschi difficilmente riescono a trovare una compagna prima del compimento del quarto anno, quando viene ultimata la muta ed ottenuto il piumaggio adulto: la speranza di vita di questi uccelli in natura è di circa 10 anni.

## Distribuzione e habitat

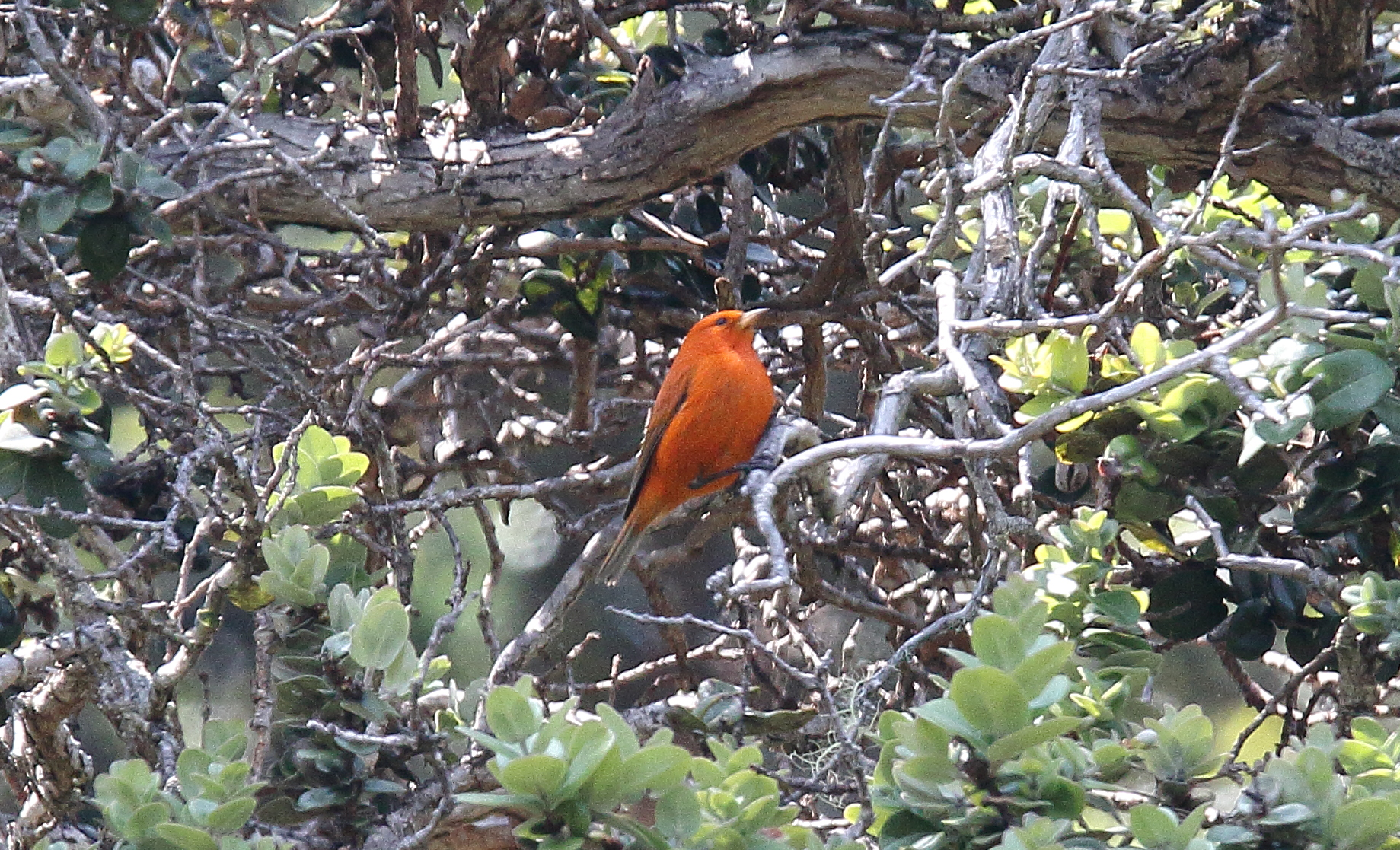
Maschio in natura.

Come intuibile dal nome comune, l'akepa di Hawaii è endemico dell'omonima isola nell'omonimo arcipelago, della quale occupa il versante orientale del Mauna Kea, quelli orientale e meridionale del Mauna Loa e quello settentrionale dell'Hualālai, nella porzione sud-orientale dell'isola.
L'habitat di questi uccelli è costituito dalla foresta primaria nativa con predominanza di vecchi alberi di ohia lehua e koa, fra i 1100 e i 2100 m di quota.

## Conservazione
Scoperti già durante il terzo viaggio di James Cook e classificati alla fine di tale viaggio a partire da esemplari e manufatti di piume (principalmente lei) riportati, questi uccelli presentano un areale estremamente limitato e vulnerabile, in quanto a causa delle abitudini riproduttive essi necessitano di foreste molto mature e ricche di vecchi alberi, ormai divenute estremamente rare alle Hawaii: a ciò, bisogna aggiungere l'arrivo sulle isole di specie invasive che competono con quelle autoctone per il cibo o che le predano attivamente, oltre che la presenza di malattie (malaria aviaria e vaiolo aviario su tutte) alle quali le specie autoctone non erano immunizzate e che le hanno numericamente decimate. Attualmente, la specie è osservabile in due o tre siti sull'isola di Hawaii (una nella foresta di Hakalau, una a Kau e una terza, forse estinta, sull'Hualālai), con una consistenza numerica stimata in circa 14.000 esemplari nel 2000: per questi motivi, l'akepa di Hawaii viene considerato una in pericolo fin dal 1975.